# Hanumanthanahalli, Chiknayakanhalli
Hanumanthanahalli là một làng thuộc tehsil Chiknayakanhalli, huyện Tumkur, bang Karnataka, Ấn Độ.